# Мі-Ранчито-Естейт (Техас)
Мі-Ранчито-Естейт (англ. Mi Ranchito Estate) — переписна місцевість (CDP) в США, в окрузі Старр штату Техас. Населення — 409 осіб (2020).

## Географія
Мі-Ранчито-Естейт розташоване за координатами 26°23′16″ пн. ш. 98°52′24″ зх. д. / 26.38778° пн. ш. 98.87333° зх. д. (26.387810, -98.873329).  За даними Бюро перепису населення США в 2010 році переписна місцевість мала площу 0,81 км², уся площа — суходіл.

## Демографія
Згідно з переписом 2010 року, у переписній місцевості мешкала 281 особа в 75 домогосподарствах у складі 71 родини. Густота населення становила 347 осіб/км².  Було 83 помешкання (102/км²).
Расовий склад населення:
| - 95,7 % — білих - 4,3 % — осіб інших рас |

До двох чи більше рас належало 0,0 %. Частка іспаномовних становила 100,0 % від усіх жителів.
За віковим діапазоном населення розподілялося таким чином: 36,3 % — особи молодші 18 років, 54,1 % — особи у віці 18—64 років, 9,6 % — особи у віці 65 років та старші. Медіана віку мешканця становила 27,5 року. На 100 осіб жіночої статі у переписній місцевості припадало 96,5 чоловіків;  на 100 жінок у віці від 18 років та старших — 86,5 чоловіків також старших 18 років.
Цивільне працевлаштоване населення становило 0 осіб. 